# Hajo Düchting
Hajo Düchting (1949 Düsseldorf – 3. května 2017) byl německý historik umění, spisovatel, malíř, učitel muzejnictví a umění. Žil v Dießen am Ammersee v Bavorsku.

## Život a dílo
Mezi lety 1975 až 1981 studoval dějiny umění, filozofii a archeologii v Mnichově. V roce 1981 získal doktorát prací o okenních obrazech Roberta Delaunayse. Od roku 1984 vyučoval na několika univerzitách.
Vydal řadu spisů o historii umění.